# Classisme
Cet article possède un paronyme, voir Classicisme.
Le classisme est une discrimination fondée sur l'appartenance ou la non-appartenance à une classe sociale, souvent basée sur des critères économiques.
La discrimination classiste est fondée sur la stratification sociale, vision selon laquelle la société consiste en un ensemble de classes sociales différenciées et hiérarchisées. Les « classistes », qui assument leur appartenance à une classe sociale, cherchent à légitimer leurs propres avantages ainsi que les préjudices subis par ceux qui ne font pas partie de la même classe.

## Spécificité de cette discrimination
En raison des conditions socio-économiques, le classisme se base sur l'opposition entre des individus de classes différentes. Cette discrimination systémique peut être renforcée par d'autres, telles que le racisme, aboutissant à l'intersection des oppressions raciste et classiste. Il peut également être renforcé par le sexisme. Comme l'indique l'anthropologue féministe Ochy Curiel : « Le fait d’être des femmes noires nous place en situation d’oppression à la fois de genre, de « race » et de classe : en plus d’être des femmes et définies « racinement » comme noires, la plupart d’entre nous font partie des couches sociales les plus appauvries. »
Naomi Klein, dans son livre No Logo, explique toutefois que lutter contre le classisme n'est pas comparable à lutter contre les autres formes de discrimination, car il ne s'agit pas seulement d'un « problème de prise de conscience » mais plus largement des « questions plus cruciales de répartition des richesses ». C'est cette différence qui explique à ses yeux que le concept de classisme soit moins courant que ses équivalents le racisme, le sexisme, etc. :

« Ce que je remets en cause, ce sont les luttes que nous, guerriers nord-américains de la culture, ne sommes pas arrivés à livrer. À l'époque la question de la pauvreté n'était pas souvent évoquée ; bien sûr de temps à autre, dans nos croisades contre le trio des « ismes », quelqu'un soulevait le « classisme » et, dépassés en termes de politically correct, nous ajoutions consciencieusement « classisme » à notre liste noire. Mais notre critique se concentrait sur la représentation des femmes et des minorités au sein des structures de pouvoir, et non sur l'économie qui sous-tendait ces structures. La « discrimination contre la pauvreté » [...] ne pouvait être résolue par un changement de perceptions ni de langage, ni même, au sens strict, de comportement individuel[...] Pour que nous, étudiants, affrontions le problème sous-jacent au « classisme », il aurait fallu nous mesurer aux questions cruciales de la distribution des richesses. »

## Conséquences politiques
Il existe des idéologies politiques fondées sur chaque type de classisme, et celui-ci peut toucher quiconque appartenant à une classe sociale déterminée. 
Selon Max Weber, une fois qu'un groupe ou une classe a obtenu un statut social élevé, ses membres tendent à limiter les opportunités que d'autres individus y accèdent également, ce qui est propice à l'apparition de tensions sociales, lesquelles peuvent déboucher sur une révolution.
Le marxisme a théorisé le concept de société sans classes, son objectif d'une société après la révolution communiste. Selon Jacques Guigou en 2008, depuis au moins mai 1968, cet objectif peut se formuler comme le «dépassement du classisme».
L'anthropologue Sylvain Lazarus a pensé le classisme (dans son obsolescence, son articulation à l'historicisation de l'état et au marxisme léniniste, etc.).
Dans les années 1970 et 1980 en France, les « théories de la reproduction » de la société à travers la ségrégation sociale qu’opèrent l’école et l’université (désignée ici comme un « classisme sociologique ») vont devenir idéologie de « la formation pour tous ».

## Origines américaines de la notion de classisme
La notion de « classisme », née aux États-Unis, est apparue pour la première fois chez les Furies, un groupe de militantes lesbiennes de Washington D.C. en 1971. Elle se propage dans le mouvement féministe américain dans les années 1970 puis dans les mouvements pour la justice sociale dans les années 1980 afin de mettre en lumière les dimensions culturelles et symboliques de l'oppression de classe, au-delà de la seule exploitation.

### Warren Buffett
Le 25 mai 2005, Warren Buffett déclare sur la chaîne de télévision CNN : « Il y a une guerre des classes, où ma classe gagne de plus en plus, alors qu'elle ne le devrait pas (It's a class warfare, my class is winning, but they shouldn't be) ». En effet, Warren Buffett affirme à l'occasion que les riches ne se sont jamais aussi bien portés (« We never had it so good ») et qu'il serait ainsi judicieux d'augmenter les impôts les concernant.
Il déclarait aussi : « il y a une guerre des classes, c'est un fait, mais c'est ma classe, la classe des riches, qui mène cette guerre, et nous sommes en train de la gagner. »